# Печёнкина-Чистякова, Наталья Александровна
Ната́лья Алекса́ндровна Печёнкина-Чистяко́ва (в девичестве — Бурда́, род. 15 июля 1946, Южно-Сахалинск, Хабаровский край) — советская легкоатлетка, бронзовая призёрка Олимпийских игр.

## Карьера
На Олимпиаде в Мехико в 1968 году выиграла бронзовую медаль, уступив британке Лилиан Боард и француженке Колетт Бессон. На следующих Олимпийских играх не смогла пробиться в финал в беге на 400 метров, а в эстафете 4×400 метров вместе с Любовью Рунцо, Ольгой Минеевой и Надеждой Ильиной стала восьмой.
В 1968 году выиграла золото на чемпионате Европы в помещении. Шестикратная чемпионка СССР.

## Семья
Замужем за легкоатлетом Валентином Чистяковым. Их сын Виктор также спортсмен.